# Ngangam
Pour les articles homonymes, voir gng.
Le ngangam, ou gangam,  est une langue oti-volta de la branche gour des langues nigéro-congolaises, parlée au Togo et au Bénin.

## Écriture
| a | b | c | d | e | ɛ | f | g | gb | h | i | j | k | kp | l | m | ñ | ŋ | ŋm | o | ɔ | p | r | s | t | u | w | y |